# 33 Comae Berenices
33 Comae Berenices är en gulvit stjärna i stjärnbilden Berenikes hår. Stjärnan är av visuell magnitud +6,92 och inte synlig för blotta ögat. Den befinner sig på ett avstånd av ungefär 405 ljusår.